# Бияров, Телеухан Нуралдаулы
Телеухан Нуралдаулы Бияров (1 мая 1949, с. Енбек, Катон-Карагайский район, Восточно-Казахстанская область — 6 июля 2008, Алматы) — казахский ученый в области прикладной математики и кибернетики, член-корреспондент Национальной инженерной академии Республики Казахстан, доктор технических наук, профессор.
Является автором 243 научно-методических работ, 17 учебно-методических пособий, 8 монографии.
Профессором Бияровым создана Казахстанская школа кибернетики: подготовлено 19 кандидатов наук, из них 3 по специальности «Математическая кибернетика» и 1 доктор физико-математических наук.

## Биография

### Ранние годы
Родился 1 мая 1949 г. в селе Енбек Катон-Карагайского района Восточно-Казахстанской области. Происходит из рода уак.

### Трудовой путь
В 1967 — поступил на механико-математический факультет Казахского государственного университета имени С. М. Кирова и со второго курса обучался в специальной группе по подготовке кадров для преподавания в высших учебных заведениях по специализации «Математическая логика» под руководством академика Асана Тайманова.

В 1972 — завершив учебу в университете по специальности «Прикладная математика», продолжил свою трудовую деятельность инженером-программистом научно-исследовательской лаборатории АИС ВШ Казахстана при КазГУ им. С. М. Кирова.

В 1973—1976 — учился в аспирантуре по специальности «Математическая кибернетика».

В 1976—1989 — работал преподавателем, старшим преподавателем, доцентом кафедры математического обеспечения АСУ, затем теории управления КазНУ им. аль-Фараби.

В 1989—2002 — возглавил кафедру ЭВМ и кибернетики, Кибернетики, Математической кибернетики, МО ЭВМ и математической кибернетики, Математической кибернетики и информационных систем Казахского национального университета им. аль-Фараби.

С 2002 — является деканом факультета информационных технологий Казахстанско-Британского технического университета.

### Академические достижения
В 1979 году — защитил диссертацию на соискание ученой степени кандидата физико-математических наук по специальности «Теория систем, теория автоматического управления и регулирования и системный анализ» в Ленинградском государственном университете им. А. А. Жданова на Спецсовете под председательством член-корреспондента АН СССР В. И. Зубова.

В 1993 — защитил докторскую диссертацию на тему «Основы динамики и вопросы устойчивости механизмов высоких классов и машин со многими степенями свободы» по специальности «05.02.18-Теория механизмов и машин» в диссертационном совете Института механики и машиноведения НАН РК (научный консультант академик У. А. Джолдасбеков).

## Научные работы

### Математика и кибернетика
- Создал теорию устойчивости на конечном отрезке времени и теорию Т-устойчивости и управляемости;
- Разработал новый подход оптимального синтеза нелинейных систем управления;

Научные интересы Т. Биярова в этой области многогранны и относятся к различным областям общей кибернетики и механики. Как продолжатель идей выдающегося математика и механика А. М. Ляпунова, Н. Г. Четаева, К. П. Персидского, В. В. Румянцева и др.

### Теория устойчивости движения
- Впервые разработал теорию устойчивости движения на конечном отрезке времени для систем обыкновенных дифференциальных уравнений, для систем с запаздыванием и с распределенными параметрами, теорию Т- устойчивости движения;
- Исследовал устойчивость движения: многомерных фазовых (электроэнергетических) систем, нелинейных дроссельных гидравлических приводов, прямоточных волочильных станов, манипуляционных роботов и т. д. на новом качественном уровне;
- Предложил новые подходы оптимального синтеза нелинейных систем с ограниченным ресурсом при наличии первых интегралов для нерегулируемой части;
- Решена задача оптимального управления макромодели экономической динамики с конечным горизонтом планирования на основе достаточных условий оптимальности В. Ф. Кротова и устойчивости движения на конечном отрезке времени. Эти результаты находят широкое применение при исследовании динамики сложных кибернетических систем;

### Механика
- Разработал новый метод исследования фазовых (электроэнергетических) систем, механизмов высоких классов на основе теории мгновенных центров скоростей и ускорений, нелинейных дроссельных приводов, вибрационных и планетарных механизмов;

### Теория механизмов и машин
- Впервые решил задачи аналитической кинематики и динамики механизмов высоких классов со многими степенями свободы на основе метода мгновенных центров скоростей. В целом это направление имеет большое научно-теоретическое значение, вносит весомый вклад в теорию механизмов и машин;
- Предложил аналитический способ получения основных кинематических соотношений и уравнения движения планетарных фрикционных механизмов с переменной длиной водила;

### Экономика
- Решил проблему макромоделирования национальной экономики на конечном горизонте планирования;
- Создал математическую модель фирмы с учетом трансакционных издержек и коррупции;
- Обобщил количественную теорию денег и теорию налогообложения на основе кривой Лаффера;

Разработаны научные аспекты макроэкономической стабилизации экономики, в частности, для Республики Казахстан, концентрируя внимание на обеспечении желаемого темпа экономического роста с учетом научно- технического прогресса, также максимизируя благосостояния народа, что является конечной целью макроэкономической политики государства. В этой связи проведен теоретический анализ макроэкономической стабилизации с учетом научно- технического прогресса, исследованы экономический рост и критерии качества стратегии планирования. На основании теоретических исследовании даны рекомендации по развитию макроэкономики Казахстана и формулировке макропрогнозов.
- Обобщена количественная теория денег на основе уравнений Ван-дер-Ваальса. При этом рассмотрено основное уравнение количественной теории денег Ирвинга Фишера, что представляется существенно новым результатом в области монетарной теории;

### Образование
Для средней школы опубликованы книги:
- «300 задач с решениями», Алматы, 1992 (соавторы Байгелов К. Ж., Жумагулов Б. Т.);
- «Элементар математика есептерінің жинағы», Алматы, 1992 (22 баспа табақ, 10000 дана, соавтор Молдабеков М. М.);
- «1000 задач по тестированию», Алматы, 1996, 482 с. (соавторы Калимолдаев М. Н., Кадыкенов Б. М.);

Для вузов опубликованы учебники:
- «Вариационное исчисление и методы оптимизации», Алматы, «Қазақ университеті», 2000, 224 с.;
- «Экономикалық кибернетика», Алматы, «Қазақ университеті», 2000, 220 с. (соавтор Биярова А. О.);
- Макромоделирование национальной экономики на конечном горизонте планирования/Т. Н. Бияров, А. О. Биярова. — 1999

### Семья
Супруга — Биярова Аманкуль Онербаевна (1949 г.р., ЮКО) к.э.н, доцент
Дочь — Биярова Акбота Телеухановна (1984 г.р. г. Алматы) к.т. н., MSc

## Общественный вклад
В 1989 — впервые открыл специализацию «Математическая кибернетика» по специальности «Прикладная математика» в КазНУ им. аль-Фараби.

В 1996 — открыл специальность «Информационные системы (в бизнесе)» в 1996 г. (автор Госстандарта), и специальность «Информатика» в 1998 г. (автор Госстандарта), одновременно был председателем методкомиссии УМО МОиН РК по этим специальностям.

## Награды
- Обладатель Государственной научной стипендии для выдающихся ученых и специалистов;
- Награждён медалью «За освоение целинных земель» (1970 г.);

Среди его учеников были Кулекеев Жаксыбек, Жумагулов Бакытжан, Калимолдаев М. Н., Ертлесова Ж. Д., Сапарбаев А. Д., и др. известные личности.